# Walt Disney Pictures
Walt Disney Pictures je američka filmska produkcijska kuća u vlasništvu The Walt Disney Company koja uglavnom proizvodi obiteljske i dječje filmove namijenjene za sve uzraste. Jedina iznimka je film Pirati s Kariba: Prokletstvo Crnog bisera iz (2003.) koji je u SAD-u bio označen oznakom PG-13, što znači da nije bio namijenjen djeci ispod 13 godina.
Kompanija je osnovana 1983. godine nakon izdvajanja iz Walt Disney Productions. U njenom sastavu je Walt Disney Animation Studios (ranije poznat kao Walt Disney Feature Animation) i Disney Toon Studios. Cjelokupna produkcijska kuća je dio Buena Vista Motion Picturesa.

## Izabrana filmografija
- Snjeguljica i sedam patuljaka, (1937.)
- Pinokio, (1940.)
- Bambi, (1942.)
- Pepeljuga, (1950.)
- Petar Pan, (1953.)
- Mala sirena, (1989.)
- Kralj lavova, (1994.)
- Potraga za Nemom, (2003.)
- Pirati s Kariba: Prokletstvo Crnog bisera, (2003.)
- Pirati s Kariba: Mrtvačeva škrinja, (2006.)
- Pirati s Kariba: Na kraju svijeta, (2007.)
- Čarobnjakov šegrt, (2010.)
- Pirati s Kariba: Nepoznate plime (2011.)

## Vanjske poveznice
- Službena stranica